# Brian Hughes
Brian Hughes (Skewen, 22 novembre 1937 – 7 ottobre 2018) è stato un calciatore e allenatore di calcio gallese, di ruolo difensore.

## Carriera

### Calciatore
Nel 1958 viene ingaggiato dallo Swansea Town, società gallese militante nella cadetteria inglese. Con il Town ottiene l'undicesimo posto della Second Division 1958-1959. Nella stagione 1960-1961, chiusa al settimo posto in Second Division, vince la coppa del Galles. Retrocede in terza serie al termine della Second Division 1964-1965 e nel 1966 vince la sua seconda coppa del Galles. Al termine della Third Division 1966-1967 retrocede con il suo club in quarta serie.
Nel 1967 si trasferisce negli Stati Uniti d'America per giocare bell'Atlanta Chiefs. Con gli Chiefs ottenne il quarto posto della Western Division della NPSL, non riuscendo così a qualificarsi per la finale della competizione, poi vinta dagli Oakland Clippers. Hughes con il suo club vince la North American Soccer League 1968.
Terminata l'esperienza americana Hughes ritorna allo Swansea Town, con cui ottiene il decimo posto della Fourth Division 1968-1969. Terminerà la carriera al Merthyr Tydfil ed infine al Gloucester City.

### Allenatore
Trasferitosi nel 1971 con la sua famiglia in Canada, diviene nel 1975 l'allenatore della rappresentativa calcistica dell'università di Victoria. Successivamente fu assistente allenatore nelle varie rappresentative nazionali canadesi e dal 1985 al 1987 fu selezionatore della nazionale Under-16 di calcio del Canada.

## Palmarès

### Calciatore
- Coppa del Galles: 2

Swansea Town: 1961, 1966
- Campionato NASL: 1

Atlanta Chiefs: 1968